# Spathidexia antillensis
Spathidexia antillensis är en tvåvingeart som beskrevs av Arnaud 1960. Spathidexia antillensis ingår i släktet Spathidexia och familjen parasitflugor. Inga underarter finns listade i Catalogue of Life.